# 切比亞圖夫
切比亞圖夫（Trzebiatów）是位於波蘭西波美拉尼亞省的城市。2007年6月，有人口10,196 人。曾是神聖羅馬帝國的一部份。

54°03′45″N 15°15′56″E / 54.06250°N 15.26556°E